# (16852) Nuredduna
(16852) Nuredduna es un asteroide perteneciente al cinturón de asteroides, región del sistema solar que se encuentra entre las órbitas de Marte y Júpiter, descubierto el 12 de diciembre de 1997 por Ángel López y Rafael Pacheco desde el Observatorio Astronómico de Mallorca en Costich, España.

## Designación y nombre
Designado provisionalmente como 1997 YP2. Fue nombrado Nuredduna en homenaje a la protagonista del poema "La deixa del geni grec" (El legado del genio griego) escrito en 1900 por Miguel Costa y Llobera.

## Características orbitales
Nuredduna está situado a una distancia media del Sol de 2,2595 ua, pudiendo alejarse hasta 2,6818 ua y acercarse hasta 1,8371 ua. Su excentricidad es 0,1869 y la inclinación orbital 4,1315 grados. Emplea 1240,55 días en completar una órbita alrededor del Sol.

## Características físicas
La magnitud absoluta de Nuredduna es 14,1. Tiene un periodo de rotación de 6,299 horas y 3,715 km de diámetro, y su albedo se estima en 0,226.